# Razane Jammal
Razane Jammal, née à Beyrouth le 7 août 1987, est une actrice libano-britannique, plus connue pour ses rôles dans Carlos d'Olivier Assayas, dans Djinn de Tobe Hooper ou encore dans le court métrage Cruel Summer de Kanye West.

## Biographie

### Début
Jammal est née et a grandi à Beyrouth, au Liban. Elle a commencé à jouer dans les publicités télévisées à l'âge de 15 ans, en participant à des campagnes régionales au Moyen-Orient. À l'âge de 18 ans, elle déménage à Londres et elle est prise pour son premier rôle dans un long métrage en 2009 pour le film Carlos d'Olivier Assayas.

### Carrière
En tant qu'actrice, Jammal est apparue dans un certain nombre de projets différents : des longs métrages aux courts métrages, en passant par les émissions de télévision.
Elle se fait finalement connaître du grand public en 2010 grâce à son rôle dans Carlos, suivi par son rôle dans Djinn de Tobe Hooper en 2012. En 2012, elle fait également partie du casting pour le court métrage de Kanye West diffusé au Festival de Cannes Cruel Summer.
En 2014, elle joue avec Liam Neeson dans Balade entre les tombes de Scott Frank.
En 2015, on la retrouve dans Une histoire de fou de Robert Guédiguian qui sera diffusé au Festival de Cannes de 2015.
En 2024, Razane Jammal a joué le rôle principal de Nour dans la série libanaise “Al Qadar”, diffusée en décembre 2024 et début 2025.   Cette série est une adaptation arabe du drame turc “Lügat el Qadar” et a été diffusée sur MBC et Shahid. Elle raconte l’histoire d’une femme forte du milieu rural qui prend une décision difficile pour protéger sa famille de l’emprise de son père toxique. Razane Jammal partage l’affiche avec les acteurs syriens renommés Kosai Khauli et Dima Kandalaft.

## Filmographie

### Cinéma
- 2010 : Carlos d'Olivier Assayas : Lana Jarrar
- 2012 : Flying Blind de Katarzyna Klimkiewicz : Dima
- 2013 : Djinn de Tobe Hooper : Salama
- 2014 : Balade entre les tombes de Scott Frank : Carrie Kristo
- 2015 : Une histoire de fou de Robert Guédiguian : Anahit
- 2017 : Bad Buzz de Stéphane Kazandjian : Salayadinya

### Courts métrages
- 2012 : Cruel Summer de Kanye West : Queen
- 2012 : Jaypen Code: 20 : Darshini

### Télévision

#### Séries télévisées
- 2016 : Berlin Station : Aalia Bidwee
- 2022 : Sandman : Lyta Hall